# Przemek I opawski
Przemek (Przemysław) I opawski (ur. ok. 1365, zm. 28 września 1433) – książę opawski, w latach 1377–ok. 1381 współrządca z bratem Wacławem nad częścią księstwa opawskiego, potem samodzielnie, 1383–1394 utrata Hradca nad Morawicą, od 1394 do ok. 1420 w Głubczycach.
Przemek był najmłodszym synem księcia opawskiego i raciborskiego Mikołaja II i jego trzeciej małżonki Juty Niemodlińskiej.
Urodził się ok. 1365, a więc zapewne na krótko przed śmiercią ojca, wkrótce potem znalazł się więc pod opieką starszych braci i matki. Rządy w księstwie opawskim, objął początkowo razem z bratem Wacławem po osiągnięciu wieku uznawanego wówczas za dostateczny do sprawowania władzy tj. minimum 12 lat, co nastąpiło najpóźniej w 1377.
Około 1381 wobec bezpotomnej śmierci brata Wacława Przemek objął samodzielne rządy nad księstwem. Wkrótce popadł też w tarapaty finansowe, które zmusiły go do zastawienia Vokowi i Lackowi z Kravař zamku Hradca nad Morawicą z okręgiem. W 1383 Władysław Opolczyk kupił od Przemka okolice Sośnicowic i Prudnika wraz z zamkiem Gryżów w Piorunkowicach. Hradec książę wykupił dopiero w 1394. W tym też roku w związku ze śmiercią drugiego z braci – Mikołaja III Przemek dołączył do swoich włości również Głubczyce (musiał jednak przed tym spłacić długi Mikołaja względem książąt oleśnickich). W ten sposób książę na powrót zjednoczył ponad połowę posiadłości ojcowskich (bez Raciborza i Bruntalu).
Na początku XV w. Przemek zaangażował się w wojnę domową w Czechach stojąc wiernie przy królu Wacławie IV (wierność Luksemburgom potwierdzona została m.in. na zjeździe we Wrocławiu w 1402).
Również po wybuchu wojen husyckich Przemek stał wiernie przy kolejnym Luksemburgu Zygmuncie aktywnie go wspierając militarnie. Sytuacja diametralnie się zmieniła, kiedy w 1427 na Śląsk Opawski wtargnęły oddziały husyckie i wtedy Przemek nie chcąc stracić władztwa przyjął wraz z najstarszym synem Wacławem II wyznanie husyckie, zgadzając się na swobodny przemarsz ich wojsk przez terytorium księstwa.
W 1431 stolicę księstwa Przemka Opawę strawił gwałtowny pożar, który zniszczył większość miasta.
Przemek Opawski był trzykrotnie żonaty. Pierwszą jego małżonką od ok. 1395 była Anna von Lutzke (zm. 1405), z którą miał dwóch synów Wacława i Mikołaja późniejszych książąt opawskich. Drugą od ok. 1405 była Katarzyna Ziębicka (zm. 23 kwietnia 1422), z którą miał trzech synów – Wilhelma, Ernesta i Przemka II, oraz dwie córki Agnieszkę (zm. ok. 1440, a wydaną za Jana z Kravaře, a po jego śmierci za Jerzego ze Sternberka) i Jutę (zm. 1445, wydaną za Jerzego II hr. St. Georg i Bosing). Wreszcie trzecią żoną była poślubiona ok. 1425 Helena pochodząca zapewne z Bośni (zm. 1435), z którą doczekał się dwóch córek – były to Katarzyna (zm. 1475, wydana za Jana Jicinskiego z Cimburka), oraz Jadwiga (zm. ok. 1500 opatka w klasztorze w Trzebnicy).
Na krótko przed śmiercią Przemek sporządził testament, w którym zalecił by księstwo nie ulegało dalszym podziałom, a młodsi jego synowie zostali podporządkowani najstarszemu Wacławowi.
Przemek Opawski zmarł 28 września 1433 w Opawie. Bardzo szybko okazało się, że ostatnia wola księcia pozostanie tylko na papierze.